# Елдред
Елдред (англ. Ealdred; Aldred; пом. 11 вересня 1069) — англійський релігійний діяч англосаксонського періоду, архієпископ Йоркський у 1060—1069 рр.

## Єпископ Вустерський
Про походження Елдреда нічого не відомо. У 1027 р. він став абатом Тевістоку, монастиря у північно-західній Англії, а у 1044 р. був обраний єпископом Вустерським. У період правління Едуарда Сповідника Елдред домігся значного впливу при дворі і брав активну участь у внутрішній політиці королівства. Так, у 1046 р. Елдред очолив англосаксонські війська, що були послані для відраження загрози з боку Уельсу, а у 1050 р. він виступив посередником в питанні реставрації Свена, сина ерла Годвіна, наймогутнішого магната Англії. Приблизно у цей же час Елдред відвідав Рим за дорученням короля Едуарда.

У 1054 р. Ельдред був посланий до двору Генріха ІІ, імператора Священної Римської імперії та провів успішні переговори щодо пропуску через німецьку територію Едуарда Вигнанця, спадкоємця англійського престолу, який повертався з Угорщини додому. Після повернення до Англії, Елдреду були передані функції адміністратора герефордської та рамсберійської єпархій. У 1058 р. Елдред відвідав з прощею Єрусалим, ставши, таким чином, першим англійським єпископом, який побував у такій подорожі.

## Архієпископ Йоркський
У 1060 р. Елдред був обраний архієпископом Йоркським. Для підтвердження обрання він знову відправився до Риму, але через звинувачення у симонії та небажанні відмовитись від єпископства Вустерського, довго не міг отримати згоди папи Миколая ІІ. Та все ж, папа погодився на кандидатуру Елдреда.

Як архієпископ Елдред проводив політику впорядкування релігійного життя своєї церковної провінції та кодифікації канонічного права. При ньому був складений «Закон нортумбрійських монахів», що став основою для регулювання правовідносин у монастирях Північної Англії. Елдред також суттєво підвищив престиж та збільшив повноваження архідиякона. У адміністративній сфері архієпископ широко використовував континентальний досвід церковного управління. Наприклад, уперше в Англії з'явилась практика роздачі пребенд — невеличких земельних ділянок, що надавались клірикам для їх проживання та матеріального забезпечення виконання необхідних функцій. Крім того Елдред намагався укріпити фінансове положення йоркської єпархії, намагаючись підпорядкувати Йорку Ліндсі та Вустер, але неуспішно через позицію папи.

Елдред користувався значним авторитетом в Англії. Стіганд, архієпископ Кентерберійський виявився відлученим від церкви папою і, отже, Елдред виявився єдиним архієпископом Англійського королівства, що рукоположений згідно з канонами. Саме тому він, за свідченням Флоренса Вустерського, керував церемонією коронації Гарольда ІІ на поч. 1066 р. та помазав його на царство.

## Нормандське завоювання
Після нормандського вторгнення 1066 р. та загибелі короля Гарольда ІІ, Елдред перейшов на бік Вільгельма Завойовника. Він присягнув йому на вірність та брав участь у коронації Вільгельма на Різдво 1066 р. у Вестмінстерському абатстві, а два роки потому коронував його дружину Матильду Фландрську. 11 вересня 1069 р. Елдред помер та був похований у Йоркському кафедральному соборі.

## Виноски
1. ↑  The Wiley Blackwell Encyclopedia of Anglo-Saxon England: Lapidge/The Wiley Blackwell Encyclopedia of Anglo-Saxon England / M. Lapidge, J. Blair, S. Keynes et al. — 2 — Chichester: Wiley, 2014. — P. 563. — 583 p. — ISBN 978-0-470-65632-7, 978-1-118-31606-1 — doi:10.1002/9781118316061
2. ↑  Catholic-Hierarchy.org — USA: 1990.
3. ↑  Посада архідиякона у той час ще не отримала кінцевого оформлення та зі всіх англійських дієцезій існувала тільки в Йорці.
4. ↑  Практика надання пребенд в англосаксонський період не набула розповсюдження. ЇЇ розквіт пов'язаний вже з англо-нормандською монархією.
5. ↑  Пізніші хроністи, можливо у рамках нормандської пропаганди, заявляли, що Гарольд був коронований відлученим Сігандом.